# Oštrica - Šibenik
Oštrica - Šibenik este o arie protejată (sit de importanță comunitară — SCI) din Croația întinsă pe o suprafață de 200,3 ha, integral pe uscat.

## Localizare
Centrul sitului Oštrica - Šibenik este situat la coordonatele 43°38′46″N 15°55′26″E / 43.646156°N 15.923772°E.

## Înființare
Situl Oštrica - Šibenik a fost declarat sit de importanță comunitară în iulie 2013 pentru a proteja un număr necunoscut de specii din flora spontană și fauna sălbatică aflate în arealul zonei.

## Biodiversitate
Situată în ecoregiunea mediteraneană, aria protejată conține 1 habitat natural: Matorral arborescenți cu Juniperus spp..
La baza desemnării sitului se află un număr nedeclarat de specii protejate.